# رمضان شاهین
رمضان ایربایخانف (به روسی: Рамзан Ирбайханов) (زادهٔ ۸ ژوئن ۱۹۸۳) با نام دیگر رمضان شاهین؛ کشتی‌گیر پیشین روس‌تبار کشور ترکیه و مربی کشتی است. شاهین در دستهٔ وزنی ۶۶ کیلوگرم کشتی آزاد برندهٔ مدال طلای المپیک ۲۰۰۸ پکن، مدال طلای مسابقات قهرمانی کشتی جهان (۲۰۰۷) و نیز مدال طلای قهرمان کشتی اروپا (۲۰۰۸) است. او سرمربی تیم ملی کشتی ترکمنستان بوده‌است.
رمضان شاهین همچنین در المپیک ۲۰۱۲ لندن ملی‌پوش ترکیه بود که به مقام پنجم رسید.

## فعالیت حرفه‌ای
رمضان شاهین در بازی‌های المپیک ۲۰۰۸ پکن، پس از استراحت در دور اول، در مسابقهٔ مقدماتی گیاندری گارزون کوبایی را در یک رقابت پر افت‌وخیز در مجموع دو تایم با نتیجهٔ ۸–۴ شکست داد. در دیدار بعدی به مصاف مهدی تقوی از ایران رفت که تقوی را هم در دو تایم ۳–۰ و ۱–۰ مغلوب خود کرد و به نیمه‌نهایی راه یافت. شاهین در دیدار نیمه‌نهایی برابر اوتار توشیشویلی از گرجستان در دو تایم پیروز شد تا به فینال المپیک راه یابد. او در فینال رقابت سختی را با آندری استادنیک اوکراینی برگزار کرد و در یک رقابت نزدیک در سه تایم پیروز شد و به مدال طلا دست یافت.